# Simplicala
Simplicala là một chi bướm đêm thuộc họ Noctuidae.